# Jostedalsbreen Nasjonalparksenter

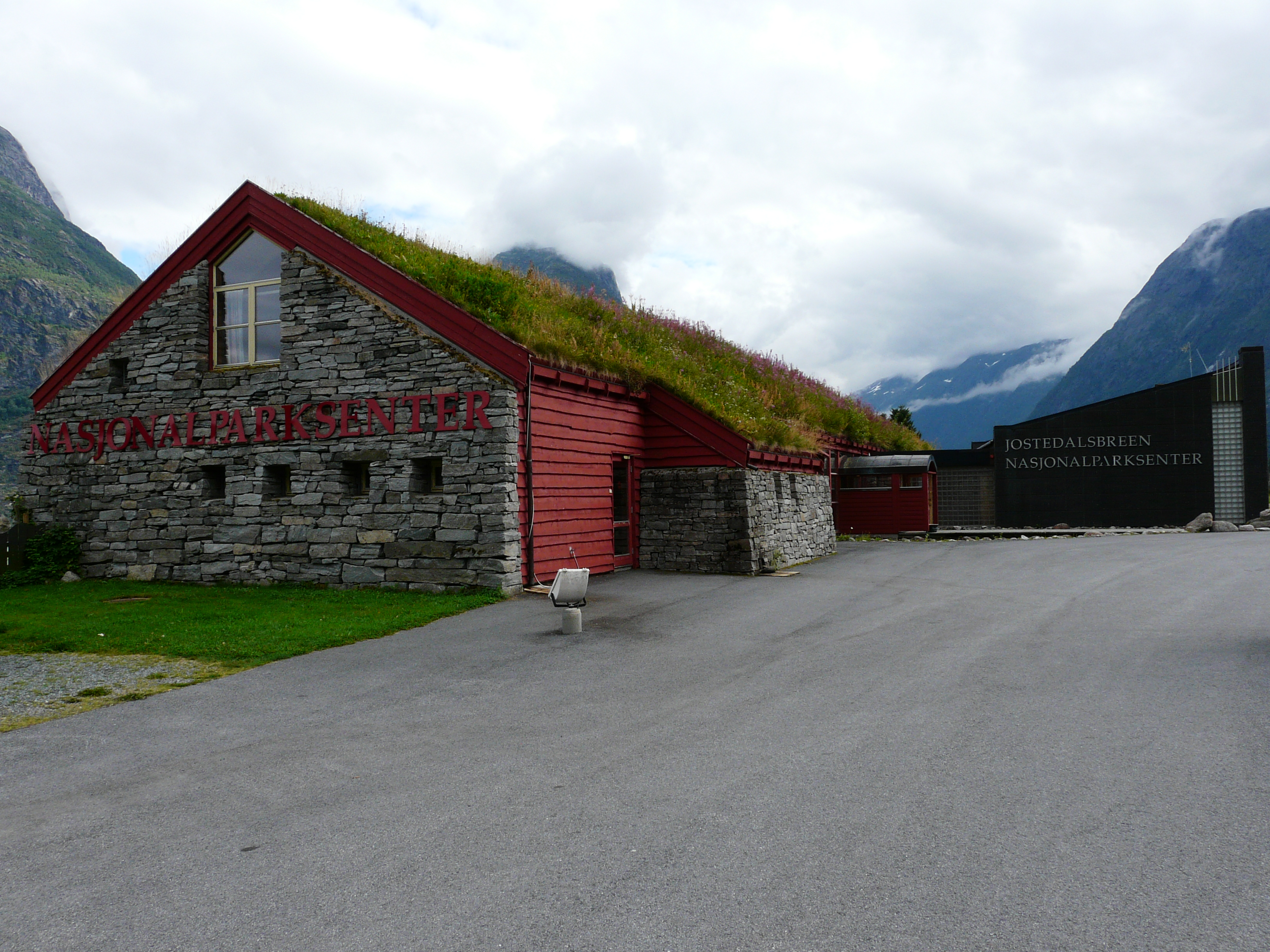
Jostedalsbreen Nasjonalparksenter

Het Jostedalsbreen Nasjonalparksenter is een museum en bezoekerscentrum over de gletsjer Jostedalsbreen in het Nationaal park Jostedalsbreen. Het staat in Oppstryn, gemeente Stryn.
Het gebouw staat bij het meer Oppstrynsvatnet, niet ver van Stryn. Het is gebouwd in de stijl van een Vikinglanghuis.
Er zijn diverse tentoonstellingen en er loopt een film. Daarnaast heeft het een geologisch park en een tuin. Het centrum is geopend van half mei tot half september.